# Apple Intelligence
Apple Intelligence е платформа за изкуствен интелект, разработена от Apple Inc. Тя е обявена на 10 юни 2024 г. на WWDC 2024 заедно с iOS 18, iPadOS 18 и macOS Sequoia.

## Функционалност и характеристики

### Инструменти за писане
Apple Intelligence включва инструменти за писане, които се захранват от изкуствен интелект, включително функция Rewrite. Тази функция помага да се подобри писането на потребителите, подобно на функциите на Grammarly.

### Генериране на изображения
Apple Intelligence може също да се използва за генериране на изображения на устройството, главно чрез приложението Image Playground. Подобно на DALL-E на OpenAI, то работи чрез въвеждане на описания. Освен това може да се използва за създаване на Genmojis, които са персонализирани емоджита, направени чрез генериране на изображения с изкуствен интелект.

### Siri
Siri, виртуалният асистент на Apple, е актуализиран. Новата версия включва промяна в дизайна, подобрена обработка на естествен език и опция за взаимодействие чрез текст.

### Снимки
Приложението Photos на Apple включва функция за създаване на персонализирани филми. Потребителите могат да опишат историята, която искат да видят, и с помощта на Apple Intelligence избират съвпадащи снимки и видеоклипове. Той ги организира във филм с разказ, базиран на дадените теми. Освен това потребителите могат да търсят снимки или видеоклипове по описание, а Apple Intelligence може да посочи конкретни моменти във видеоклиповете.

## Развитие

### Заден план
През октомври 2015 г. Apple Inc. придобива Perceptio, компания за моделиране на изкуствен интелект на устройства.

## Поддържани устройства

### Mac
Всички Mac компютри със силициев процесор на Apple от M-серия, работещ с macOS Sequoia. Това включва:
- MacBook Air (M1, 2020) или по-нова версия
- MacBook Pro (M1, 2020) или по-нова версия
- Mac mini (M1, 2020) или по-нова версия
- Mac Pro (M2 Ultra, 2023)
- Mac Studio (M1 Pro, 2022) или по-нова версия
- iMac (M1, 2021) или по-нова версия

### iPad
Всички iPad със силициев процесор на Apple от M-серия процесор, работещ с iPadOS 18. Това включва:
- iPad Air (5-о поколение) или по-нова версия
- iPad Pro (5-о поколение) или по-нова версия

### iPhone
Всички iPhone с A17 Pro или по-нова версия с iOS 18. Това включва:
- iPhone 15 Pro
- iPhone 15 Pro Max